# هوبرت شلایشرت
هوبرت شلایشرت (زادۀ ۳۰ ژوئیه ۱۹۳۵ در وین - ۱۳ سپتامبر ۲۰۲۰ در مونیخ) یک فیلسوف اتریشی بود. وی در کنستانتس زندگی می‌کرد.
آثار او بر فلسفۀ سیاسی، نظریۀ استدلال و فلسفۀ غیراروپایی، به ویژه فلسفۀ چینی تأکید می‌کند. وی آثار خود را به زبان آلمانی نوشته‌است.
شلایشرت در همکاری با اورس اگلی (Urs Egli)، با گردآوری کتاب‌شناسی مشروح از آثار در زمینۀ فلسفه، زبان‌شناسی، پاسخ‌دهی خودکار، و روان‌شناسی/علوم تربیتی، در اروتتیک (نظریه پرسش‌ها) ایفای نقش کرد.

## آثار
- مبانی معرفتی فیزیک کلاسیک (۱۹۶۳، به همراه بلا یوهوس)
- عناصر معناشناسی فیزیکی (۱۹۶۶)
- فلسفۀ کلاسیک چینی: یک مقدمه (۱۹۹۰)
- مفهوم آگاهی: تحلیل معنا (۱۹۹۲)
- چگونه با بنیادگرایان بدون فنا شدن ذهن خود بحث کنیم (۱۹۹۷)
- منطق و تفکر (۱۹۹۸)
- از افلاطون تا ویتگنشتاین: خوانشی فلسفی (۱۹۹۸)
- فریتز ماتنر: کار یک متفکر انتقادی (۱۹۹۹، به همراه الیزابت لاینفلنر)

## ترجمه به فارسی
از هوبرت شلایشرت کتاب زیر به زبان فارسی ترجمه شده‌است:
- شگردها، امکان‌ها و محدودیت‌های بحث با بنیادگرایان: درآمدی بر روشنگری، ترجمۀ محمدرضا نیکفر، تهران: طرح نو، چاپ اول: ۱۳۸۱.